# Puxian
Le puxian (Pô-sing-gṳ̂/莆仙語; chinois simplifié : 莆仙话 ; chinois traditionnel : 莆仙話 ; pinyin : Púxiān huà), est une langue du groupe Min, une langue chinoise, parlée aux environs de la ville de Putian au nord-est de la province du Fujian (République populaire de Chine), ainsi qu'à Fuzhou. Des communautés habitent également en Malaisie et Singapour. La langue est également connue sous le nom de henghua, hinghua, ou xinghua. Il compte environ 2 520 000 locuteurs en République populaire de Chine en 2000 et 2 558 800 dans le monde.